# Franz Friedrich Palme
Franz Friedrich Palme (16. listopadu 1858 Kamenický Šenov, Rakouské císařství – 14. února 1929 Kamenický Šenov, Československo) byl rakouský a český sklářský průmyslník německé národnosti, majitel továrny na výrobu křišťálových a bronzových lustrů.

## Život
Franz Friedrich Palme se narodil 16. listopadu 1858 v Kamenickém Šenově v rodině sklářského průmyslníka Eliase Palmeho jako jedno z osmi dětí. Od roku 1875 pracoval v otcově firmě a zároveň ze studijních důvodu procestoval téměř všechny státy v Evropě. Do výroby vnášel řadu inovací. V roce 1879 zřídil fotografickou laboratoř, ve které byly vytvářeny vzorové katalogy. Od roku 1890 byl podílníkem firmy a po otcově smrti v roce 1893 přijal s vědomím značné odpovědnosti funkci nového senioršéfa rodinného podniku. V roce 1895 zřídil Palme pobočku v Berlíně s dílnami a výstavními sály. V letech 1877–1920 vznikla s jeho přičiněním nemocniční pokladna pro zaměstnance. Na přelomu století se již původní pracovní prostory a sklady staly nedostatečnými. Tak se stala nutností výstavba nové tovární budovy, která byla uvedena do provozu 1. listopadu 1905. Od roku 1913 byl Palme předsedou Svazu severočeských sklářských průmyslníků (Verband der Nordböhmischen Glasindustrie). Přihlásil řadu patentů, mj. metodu na výrobu ohýbaných ramen korunových lustrů. Na jedné obchodní cestě Německem, Dánskem a Norskem ho zastihla zpráva o vypuknutí 1. světové války, ihned se vrátil domů a s neúnavným úsilím překonával všechny překážky a obtíže, které se mu v těžkých letech stavěly do cesty. Po válce v roce 1919 ve Smržovce na Jablonecku založil novou sklářskou rafinerii a brusírnu křišťálového skla. Tehdy uzákoněnou osmihodinovou pracovní dobu uvítal. Jak sám píše ve svých vzpomínkách: Když jsem to jako předseda na jedné schůzi svazu průmyslníků vyhlásil, současně jsem litoval, že toto rozumné rozhodnutí nepadlo aspoň o čtyřicet let dříve. V roce 1920 přičlenil k firmě také knihtiskárnu určenou pro propagační účely. 7. června 1920 zemřela Palmeho manželka Hedwig, roz. Conrath, s jejíž smrtí se těžko vyrovnával. Franz Friedrich Palme zemřel 14. února 1929 v Kamenickém Šenově. Cenné exponáty z jeho rozsáhlé sbírky skla se staly základem sbírek Městského muzea, později potom Sklářského muzea, o jehož vznik se zasloužil jeho synovec a nástupce Harry Palme.

## Dílo
- PALME, Franz Friedrich. Beiträge zur Geschichte der Steinschönauer Glasindustrie. Buchmässig bearb. von Oberlehrer August Palme. Steinschönau: Museumsverein, 1935. 154 s.
- PALME, Franz Friedrich. Haus-Chronik der Familie Franz Friedrich Palme [rukopis]. Steinschönau. Archiv des Collegium Carolinum, München.
- PALME, Franz Friedrich. Rodinná kronika a vlastní vzpomínky. Přel. J. Čižinský. Sklářské muzeum (Kamenický Šenov, Česko)